# Indigofera tinctoria
Indigofera tinctoria é uma espécie de planta da família Fabaceae conhecido popularmente como anil, anileira, erva anil, guajana, timbó, caa-chica, jiquilite, anil-das-lavadeiras.